# Wolfminimum
Das Wolfminimum ist eine Periode geringer Sonnenaktivität im Zeitraum 1282 bis 1342.

## Etymologie
Das Minimum der solaren Aktivität ist nach dem Schweizer Astronomen Johann Rudolf Wolf benannt.

## Einführung

Die Sonnenaktivität der letzten 2000 Jahre

Rekonstruktionen der Sonnenaktivität für das gesamte Holozän zeigen, dass die Sonne in den letzten 10.000 Jahren rund 70 % in einem Normalzustand verbrachte, der durch mittlere Aktivität gekennzeichnet ist. 15 bis 20 % des Zeitraumes fallen auf Minima mit geringer und die restlichen 10 bis 15 % auf Maxima mit sehr hoher Aktivität. Hieraus lässt sich erkennen, dass die Sonne sich unregelmäßig verhält und der Verlauf ihrer Aktivität nicht durch quasi-periodische Prozesse beschrieben werden kann.
Große Minima wie beispielsweise das Maunderminimum des späten 17. Jahrhunderts sind typische solare Phänomene. Im Holozän konnten bisher insgesamt 27 solcher Minima identifiziert werden. Ihr zeitliches Auftreten ist nicht periodisch, sondern legt vielmehr einen chaotischen Verlauf nahe. Sie sind in Clustern angeordnet, die durch eine 2000- bis 2500-jährige Ruhepause voneinander getrennt sind.
Es gibt zwei Arten von großen Minima: kurzzeitige Minima des Maunder-Typs und längerfristige Minima des Spörer-Typs. Der zeitliche Verlauf dieser Minima kann bis zu einem gewissen Grad von modernen, stochastisch-angetriebenen Dynamomodellen reproduziert werden, es gibt aber hierbei noch einige ungelöste Probleme.
Die Sonnenaktivität nach 1940 war außergewöhnlich hoch und entspricht einem großen Maximum, ein typisches, aber dennoch recht selten und unregelmäßig auftretendes Ereignis im Verhalten der Sonne. Dieses Maximum ging jetzt nach dem Sonnenzyklus 23 zu Ende. Im Gegensatz zu großen Minima ähneln die Maxima einem unregelmäßigen Poisson-Prozess.

## Beschreibung

^{14}C als Indikator der Sonnenaktivität der letzten 1100 Jahre.

Das Wolfminimum, ein längerer Zeitraum unterdurchschnittlicher solarer Aktivität (ein Minimum des Maunder-Typs), folgt auf das Mittelalterliche Maximum, das zwischen 1150 und 1300 (alternativ auch etwas früher zwischen 1100 und 1250) Bestand hatte. Usoskin (2013) gibt für das Wolfminimum die Zeitspanne 1270 bis 1340 an mit einer Zentrierung bei 1305. Nach einer relativ kurzen Rückkehr zu negativen δ 14C-Werten (Anmerkung: negative δ 14C-Werte korrelieren mit wärmeren Temperaturen) kam es 1420 erneut zu einem deutlichen Minimum (Spörerminimum) und den Beginn der Kleinen Eiszeit.
Da der Zeitraum vor der Beobachtung von Sonnenflecken liegt, lässt sich das Minimum nur indirekt durch Proxydaten wie den 14C-Gehalt in Baumringen nachweisen. Die gemessene Amplitude des Minimums beträgt rund 20 ‰ δ 14C; so finden beispielsweise Usoskin und Kollegen (2008) für das Wolfminimum eine von −12 bis +8 ‰ δ 14C. reichende Amplitude Umgerechnet auf die rekonstruierte Anzahl der Sonnenflecken entspricht diese Amplitude einer Variation von 0 bis 20 bzw. 30 Sonnenflecken für 14C (als Vergleich: die Amplitude der Sonnenflecken für den vorletzten Zyklus 23 betrug 120) und 15 bis 38 für 10Be.

## Parameter
| Anomalie                  | Zeitraum  | Sonnenfleckenanzahl (rekonstruiert) | Radioflussdichte W/m² x nm | Sonnenwind km/s |
| ------------------------- | --------- | ----------------------------------- | -------------------------- | --------------- |
| Oortminimum               | 1090–1140 | 24,00 ± 20,00                       | 82,70 ± 32,10              | 406,00 ± 15,00  |
| Mittelalterliches Maximum | 1140–1200 | 53,00 ± 38,30                       | 112,40 ± 55,20             | 428,00 ± 28,70  |
| Wolfminimum               | 1300–1386 | 0,46 ±1,87                          | 58,50 ± 9,60               | 388,30 ± 1,40   |
| Spörerminimum             | 1410–1515 | 0,06 ± 0,59                         | 58,09 ± 8,20               | 388,00 ± 0,40   |
| Maunderminimum            | 1641–1715 | 3,56 ± 8,72                         | 61,70 ± 17,60              | 390,70 ± 6,50   |
| Daltonminimum             | 1790–1825 | 26,10 ± 23,40                       | 84,80 ± 36,10              | 407,60 ± 17,60  |
| Modernes Maximum          | 1900–1999 | 57,54 ± 36,45                       | 117,10 ± 53,20             | 431,10 ± 27,40  |

## Klimatische Auswirkungen

Rekonstruierter vulkanischer Strahlungsantrieb der letzten 2500 Jahre. Deutlich erkennbar der enorme Spike der Samalas-Eruption im Jahr 1257 (hier als 1258 gekennzeichnet)

Das Wolfminimum brachte für das Weltklima generell eine Abkühlung mit sich. Es bedeutete das Ende der Mittelalterlichen Warmzeit und leitete allmählich zur Kleinen Eiszeit über.
Wie die oben dargestellten Parameter aufzeigen war das Wolfminimum deutlicher als das vorangegangene Oortminimum und in seiner Intensität in etwa vergleichbar mit dem folgenden Spörerminimum und dem Maunderminimum, deren Temperaturen jedoch noch tiefer lagen.
Interessanterweise situiert sich der Ausbruch des Samalas 1257 – eine der bedeutendsten Vulkaneruptionen des letzten Jahrtausends mit einem enorm hohen Schwefeleintrag von 258 Teragramm (258×1012 g) Sulfataerosole in die Stratosphäre – zu Beginn des Wolfminimums.
In den Alpen erfolgte ein Vorrücken der Gletscher. So begann beispielsweise der Aletschgletscher ab 1250 wieder vorzustoßen und erreichte um 1350 seinen Höchststand. Ähnlich der Gornergletscher, der um 1385 seinen Höchststand einnahm.
Temperaturrekonstruktionen für den Zeitraum des Wolfminimums sind uneinheitlich und daher nur bedingt aussagekräftig. Verallgemeinernd lässt sich ein fluktuierendes Temperaturhoch in der ersten Hälfte beobachten; in der zweiten Hälfte sinken dann die Temperaturen zu einem Minimum ab. Mann und Kollegen (1999) situieren das Maximum kurz nach 1300 und das Minimum bei 1350; als Amplitude ermitteln sie 0,35 °C. Guiot situiert das Maximum bereits bei 1280 und das Minimum bei 1320 mit einer Amplitude von 0,6 °C, wobei die Abkühlung unter starken Fluktuationen erfolgte.
Insgesamt kann die klimatische Entwicklung während des Wolfminimums wie folgt resümiert werden: der Ausbruch des Samalas im Jahr 1257 reduzierte die Solarkonstante durch vulkanischen Strahlungsantrieb um 1,6 W/m² und bewirkte einen drastischen Temperatursturz von zirka 0,4 °C. Bereits gegen 1270 hatte sich das Klima aber wieder weitgehend auf seinen Durchschnittswert eingependelt. Zwischen 1300 und 1320 wurde gar ein Maximum mit einer um 0,1 W/m² gegenüber dem Durchschnittswert erhöhten Solarkonstanten durchlaufen. Erst danach sanken die Temperaturen erneut zu einem Minimum um 1350 mit einer um 0,15 W/m² gegenüber dem Durchschnittswert erniedrigten Solarkonstanten. Dies bedeutet, dass der seit 1200 aufgrund des Wolfminimums stetig abfallende Strahlungsantrieb anfangs noch durch den enormen Vulkan-Spike vollkommen überdeckt wurde und sich erst nach 1320 nach Wegfall der vulkanischen Einträge in niedrigeren Temperaturen widerspiegeln konnte.